# Northrop YA-9
Northrop YA-9 là một mẫu thử máy bay cường kích được phát triển cho chương trình A-X của Không quân Hoa Kỳ. Chiếc YA-9 đã được chuyển qua ưu tiên cho Fairchild Republic YA-10 được đưa vào sản xuất với tên A-10 Thunderbolt II.

## Tính năng kỹ chiến thuật (YA-9A)

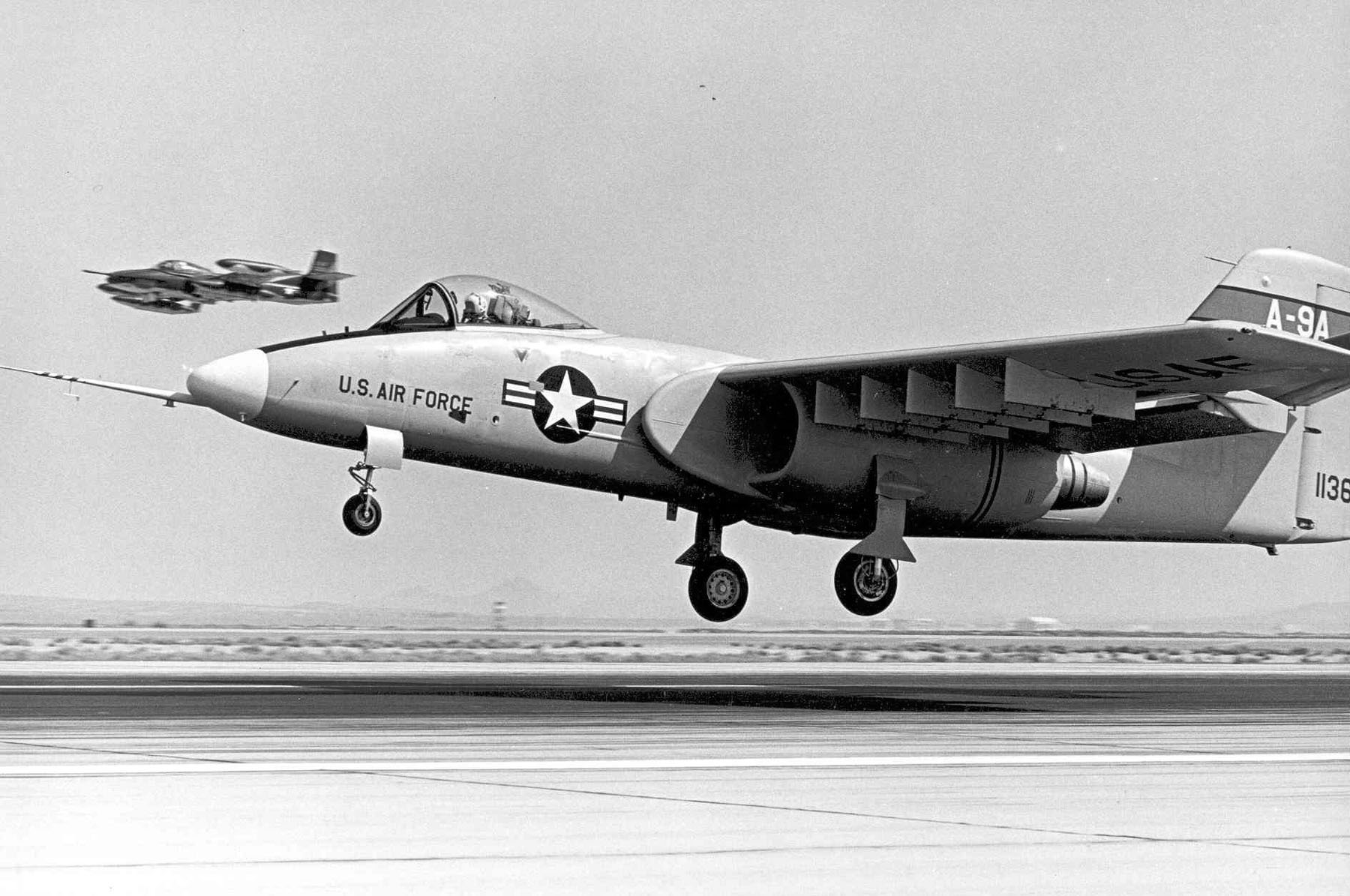
Northrop YA-9

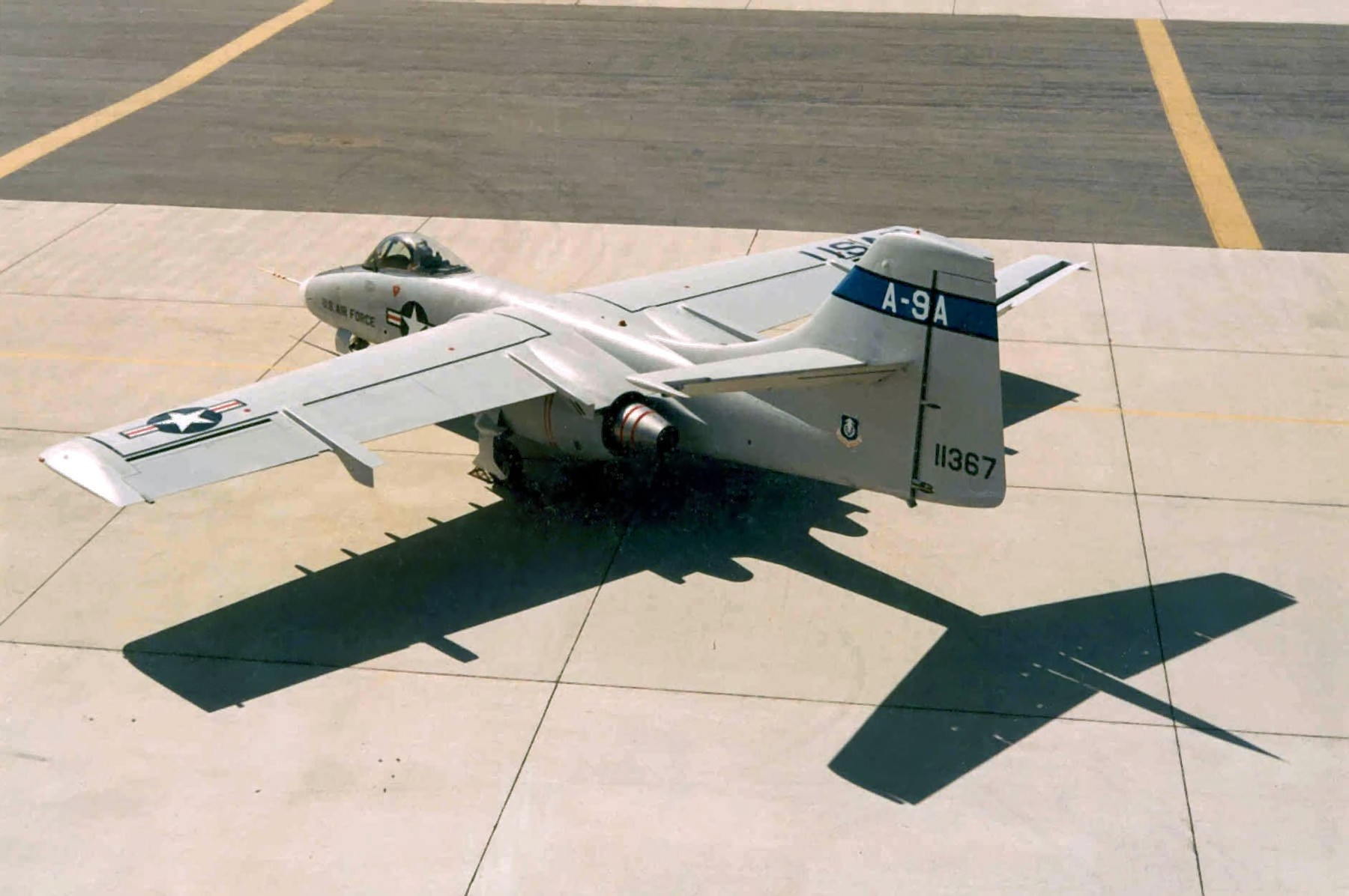

Có sự chỉ trích rằng Không quân Hoa Kỳ đã không thực hiện sự hỗ trợ không kích tầm gần nghiêm túc đã khiến một số thành viên phục vụ tìm kiếm một loại máy bay tấn công chuyên dụng. [2] Trong chiến tranh Việt Nam, một số lượng lớn máy bay tấn công mặt đất đã bị bắn hạ bởi vũ khí nhỏ, tên lửa đất đối không và súng phòng không tầm thấp, thúc đẩy sự phát triển của một loại máy bay có khả năng sống sót tốt hơn với những vũ khí đó. Các máy bay phản lực nhanh như North American F-100 Super Sabre, Republic F-105 Thunderchief, và McDonnell Douglas F-4 Phantom II đã chứng tỏ phần lớn không hiệu quả khi được hỗ trợ trên không tầm gần. Chiếc Douglas A-1 Skyraider là máy bay hỗ trợ trên không chính của USAF. [3]
A-X
Vào giữa năm 1966, Không quân Hoa Kỳ đã thành lập văn phòng chương trình Thử nghiệm Tấn công (A-X). [4] Vào ngày 6 tháng 3 năm 1967, Không quân đã đưa ra yêu cầu cung cấp thông tin cho 21 nhà thầu quốc phòng cho A-X. Mục tiêu là tạo ra một nghiên cứu thiết kế cho một máy bay tấn công chi phí thấp. [2] Thảo luận với các phi công A-1 Skyraider đang hoạt động tại Việt Nam và phân tích hiệu quả của các máy bay hiện tại được sử dụng cho thấy máy bay lý tưởng cần có thời gian bay dài hơn, khả năng cơ động tốc độ thấp, hỏa lực pháo cực mạnh và khả năng sống sót cực cao; [2] Máy bay phải có các yếu tố tốt nhất của Ilyushin Il-2, Henschel Hs 129 và Skyraider. [2] Mặc dù các động cơ tua-bin được yêu cầu trong yêu cầu ban đầu, đến tháng 5 năm 1969, các yêu cầu đã thay đổi để chỉ định sử dụng động cơ phản lực quạt đẩy. [5]
Vào tháng 5 năm 1970, USAF đã ban hành một yêu cầu sửa đổi và chi tiết hơn nhiều cho các yêu cầu đề xuất (RFP). Mối đe dọa của các lực lượng thiết giáp Liên Xô và các hoạt động tấn công trong mọi thời tiết đã trở nên nghiêm trọng hơn. Bây giờ bao gồm trong các yêu cầu là máy bay sẽ được thiết kế dành riêng cho pháo 30 mm. RFP cũng kêu gọi một máy bay có tốc độ tối đa 460 dặm / giờ (740 km / giờ), khoảng cách cất cánh 4.000 feet (1.200 m), tải trọng ngoài 16.000 pound (7.300 kg), bán kính nhiệm vụ 285 dặm (460 km) và chi phí đơn vị là 1,4 triệu đô la Mỹ. [6] Đơn giản và chi phí thấp cũng là những yêu cầu quan trọng, với chi phí máy bay tối đa 1,4 triệu đô la dựa trên hoạt động sản xuất 600 máy bay. Hiệu suất bay đã được hy sinh khi cần thiết để kiểm soát chi phí phát triển và sản xuất. [7] [8] Trong thời gian này, một RFP riêng biệt đã được phát hành cho pháo 30 mm của A-X với yêu cầu về tốc độ bắn cao (4.000 vòng / phút) và vận tốc đầu nòng cao. [9] Sáu công ty đã đệ trình các đề xuất lên USAF, với Northrop and Fairchild Republic được chọn vào ngày 18 tháng 12 năm 1970 để chế tạo các nguyên mẫu: YA-9A và YA-10A, tương ứng. Trong khi đó, General Electric và Philco-Ford đã được chọn để chế tạo và thử nghiệm các nguyên mẫu pháo GAU-8. [10].
[Thiết kế]
A-9 là một monoplane (máy bay cánh đơn) với cánh gắn cao, được liên kết bằng đinh tán trong toàn bộ cấu trúc hợp kim nhôm, với cấu trúc tổ ong và thân vỏ được cán và xử lý qua hoá chất. Các động cơ phản lực quạt đẩy đôi cần thiết được lắp trong vỏ dưới gốc cánh của máy bay. [A] Northrop đã chọn động cơ Lycoming YF102 7.200 pound (32 kN) cho YA-9 thay vì động cợ General Electric TF34 mạnh hơn (9.280 pound (41.3 kN) được sử dụng bởi A-10, mặc dù một trong hai động cơ có thể được thay đổi qua lại. Động cơ F-102 là một thiết kế mới, dựa trên trục tuabin T55 cung cấp cho máy bay trực thăng CH-47, được chọn để giảm thiểu chi phí. [5] [8] Máy bay có bộ ổn định hình chữ thập lớn để cải thiện độ ổn định hướng cho hành trình bay thấp. Ailerons chia tách được trang bị có thể được sử dụng như airbrakes. Khi các aibbrake này được vận hành không đối xứng kết hợp với bánh lái của máy bay, lực điều khiển sang một bên có thể được áp dụng (và máy bay di chuyển sang một bên) mà không cần xoay hoặc nghiêng vòng, dễ dàng hơn cho việc ngắm bắn. [5] [11]
Phi công ngồi dưới một canopy dạng bọt nước lớn trước rìa cánh của cánh. Buồng lái được bao quanh bởi một lớp giáp dạng bồn tắm (nhôm trong các nguyên mẫu, sẽ được thay thế bằng titan nếu sản xuất) trong khi các thùng nhiên liệu gắn trên cánh được tự hàn kín và chứa đầy bọt để giảm thiểu khả năng hỏa hoạn hoặc rò rỉ lớn nhiên liệu. Các hệ thống điều khiển bay thủy lực dự phòng kép đã được trang bị, ngoài ra một hệ thống lái bằng tay dự phòng để phòng ngừa khi bị trúng đạn gây ra lỗi điều khiển. Những đặc điểm thiết kế này được hy vọng sẽ giảm tới 90% tổn thất chiến đấu trong các hoạt động kiểu Việt Nam. [5] [12] Một khẩu súng Gatling 30 mm duy nhất được lắp vào bụng máy bay, với nòng súng kéo dài dưới mũi. Khi khẩu súng được gắn trên đường trung tâm của máy bay, phần mũi máy bay được đặt lệch một foot (0,30 m) sang trái. Do pháo GAU-8 Avenger chưa sẵn sàng, cả hai nguyên mẫu YA-9 (cũng như hai chiếc YA-10) thay vào đó được trang bị khẩu M61 Vulcan 20 mm nhỏ hơn. Mười mấu cứng dưới cánh được trang bị, cho phép vũ khí lên tới 16.000 pound (7.300 kg), bao gồm bom và tên lửa không đối đất AGM-65 Maverick, được mang theo. [13]
Thử nghiệm bay
YA-9 đã thực hiện chuyến bay đầu tiên vào ngày 30 tháng 5 năm 1972, [1] [14] với nguyên mẫu thứ hai bay vào ngày 23 tháng 8. [13] Thử nghiệm chuyến bay của Northrop đã thành công, với chiếc máy bay được cho là có khả năng xử lý "giống như máy bay chiến đấu" và là một nền tảng vũ khí tốt. [15] Chuyến bay thử bởi phi công thử nghiệm của USAF cả hai thiết kế cạnh tranh đã diễn ra trong khoảng thời gian từ 10 tháng 10 đến 9 tháng 12 năm 1972. [16] Trong khi YA-9 đáp ứng đầy đủ các yêu cầu của USAF, YA-10 được tuyên bố là người chiến thắng vào ngày 18 tháng 1 năm 1973. Việc sử dụng động cơ TF34 đã được thiết lập thay vì F102 chưa được thử nghiệm của YA-10 có thể được Không quân ưa thích, trong khi Fairchild không có công việc thay thế khả dụng và khó có thể tồn tại nếu nó không giành được hợp đồng AX. [13]
Hai nguyên mẫu YA-9 sau đó đã được chuyển xuống NASA để tiếp tục thử nghiệm chuyến bay trước khi nghỉ hưu. [13] Khi nghỉ hưu, các động cơ được chế tạo tùy chỉnh của YA-9 đã bị loại bỏ và sau đó được ghép vào một khung máy bay C-8 Buffalo như một phần của nghiên cứu Máy bay nghiên cứu đường dài yên tĩnh (QSRA) của NASA-Boeing máy bay. [17]
Đặc điểm tổng quát
- Tổ lái: 1
- Chiều dài: 53 ft 6 in (16,3 m)
- Sải cánh: 57 ft 0 in (17,4 m)
- Chiều cao: 17 ft 10 in (5,4 m)
- Diện tích cánh: 580 ft² (53,88 m²)
- Trọng lượng rỗng: 23.076 lb (10.467 kg)
- Trọng lượng có tải: 28.575 lb (12.961 kg)
- Trọng lượng cất cánh tối đa: 41.795 lb (18.958 kg)
- Động cơ: 2 × Lycoming YF102-LD-100 kiểu turbofan, 7.500 lbf (33,4 kN) mỗi chiếc

 Hiệu suất bay 
- Vận tốc cực đại: 523 mph (837 km/h)
- Lực đẩy/trọng lượng: 0,33

Trang bị vũ khí

- 1x pháo gatling 20 mm M61 Vulcan
- Lên tới 18.370 lb (8.350 kg) vũ khí